# Чанг Нгуен
Чанг Нгуен или Нгуен Тхо Тху Чанг (род. 2 марта 1990) — вьетнамская защитница дикой природы, активистка-эколог и писательница. Она известна своими природоохранными работами по борьбе с незаконной торговлей дикими животными в Африке и Азии. Во Вьетнаме она хорошо известна как автор книг Tro Ve Noi Hoang Da (Назад в пустыню) и Chang hoang da — Gau (Чанг без ума от медведей). В 2018 году в возрасте 28 лет она получила награду Future for Nature, а также награду Eco-Warrior от Elle Style Awards. Она также попала в список Forbes Vietnam «30 до 30 лет» и была номинирована на премию «Женщины будущего — регион Юго-Восточная Азия 2018» за свой вклад в сохранение дикой природы во всём мире. Она также была включена в список самых влиятельных женщин мира по версии Би-би-си в 2019 году и в список 30 до 30 лет Forbes Asia в 2020 году.
В 2013 году Чанг стала прототипом персонажа в онлайн-игре для повышения осведомленности о сохранении носорогов. Игра привлекла более 3 миллионов игроков в течение первых двух недель после запуска. В 2018 году Чанг снялась в южноафриканском документальном фильме Stroop: Journey into the Rhino Horn War и американском документальный фильме «Нарушая молчание: женщины на передовой войны с браконьерами».